# Cottonwood (Idaho)
Cottonwood város az USA Idaho államában, Yavapai megyében. Lakosainak száma 822 fő (2020. április 1.).

## Népesség
A település népességének változása:

| 2010 | 900 |
| 2020 | 822 |